# فانیا مارینف
فانیا مارینف (روسی: Фаня Маринов؛ ۲۰ مارس ۱۸۹۰ – ۱۷ نوامبر ۱۹۷۱) یک هنرپیشه روسی الاصل اهل ایالات متحده بود.

## حرفه
او بین سال‌های ۱۹۰۳ تا ۱۹۳۷ در تئاتر برادوی به عنوان بازیگر اصلی یا مکمل ایفای نقش کرد. او همچنین بین سال‌های ۱۹۱۴ تا ۱۹۱۷ هشت فیلم صامت نیز بازی کرد.

## زندگی
بیستم مارس ۱۸۹۰ در بندر اودسا امپراتوری روسیه (امروزه بخشی از اوکراین) چشم به جهان گشود. او در بین چهارده فرزند خانواده کوچک‌ترین فرد بود.هنگامی که ۶ ساله بود به همراه برادر خردسالش، پنهانی در یک کشتی شلوغ به به ایالات متحده قاچاق شد. لویی تا چهارده سالگی فانیا که او به یک گروه بازیگری سیار پیوست، با خواهرش ماند. فانیا در سال ۱۹۱۴ پس از دو سال آشنایی با کارل وان وکتن، نویسنده و عکاس آمریکایی ازدواج کرد. این ازدواج پنجاه سال بعد به جدایی انجامید. فانیا سال ۱۹۷۱ در اثر زات الریه در انگلوود، نیوجرسی در گذشت.